# Donceel
Donceel és un municipi de Bèlgica, a la província de Lieja, que forma part de la regió valona i té uns 2.987 habitants. Situat a la regió d'Haspengouw, amb unes terres de conreu molt riques, la seva activitat econòmica històrica va ser l'agricultura. El municipi és regat pel Yerne, un afluent del Jeker.

## Història
Donceel era una part de la senyoria d'Haneffe des de l'inici del segle xvii. Aquesta senyoria que comprenia els territoris de Haneffe, Donceel i Stier va ser molt probablement creada en la segona meitat del segle xii. El primer esment escrit data del 1034, quan l'emperador Conrad II va donar l'alou a un noble de la casa d'Alsàcia. Vers la fi del segle xi, l'alou va ser venut i el príncep-bisbe de Lieja d'aleshores, Enric I de Verdun, va fer servir la seva influència perquè el propietari el cedís a l'Abadia de Sant Jaume (Lieja).
El 1213, el duc Enric I de Brabant va incendiar 40 pobles de la regió. El 1408, durant la batalla d'Othée, el poble va ser incendiat una segona vegada.
Aquesta darrera
 va crear-hi una masia abacial i va atorgar la procura al procurador del capítol de la catedral de Sant Lambert. Fins a l'annexió a França durant la revolució francesa, la procura va passar a diverses cases nobles: els de Briey, de Hemricourt, de Chestret… Aquesta darrera família sempre ha viscut al castell de Donceel.
Al nucli de Jeneffe-en-Hesbaye es van trobar traces d'habitació del Neolític, dels Celtes i dels romans. El nucli també és conegut pel tractat anomenat Pau de Jeneffe o Pau de Vottem del 1331, que va organitzar els drets i els deures dels mesters del principat.
El nucli de Limont va pertànyer a tres jurisdiccions eclesiàstiques del principat de Lieja: els capítols de Sant Lambert, de Sant Martí i de Sant Pau.

## Economia

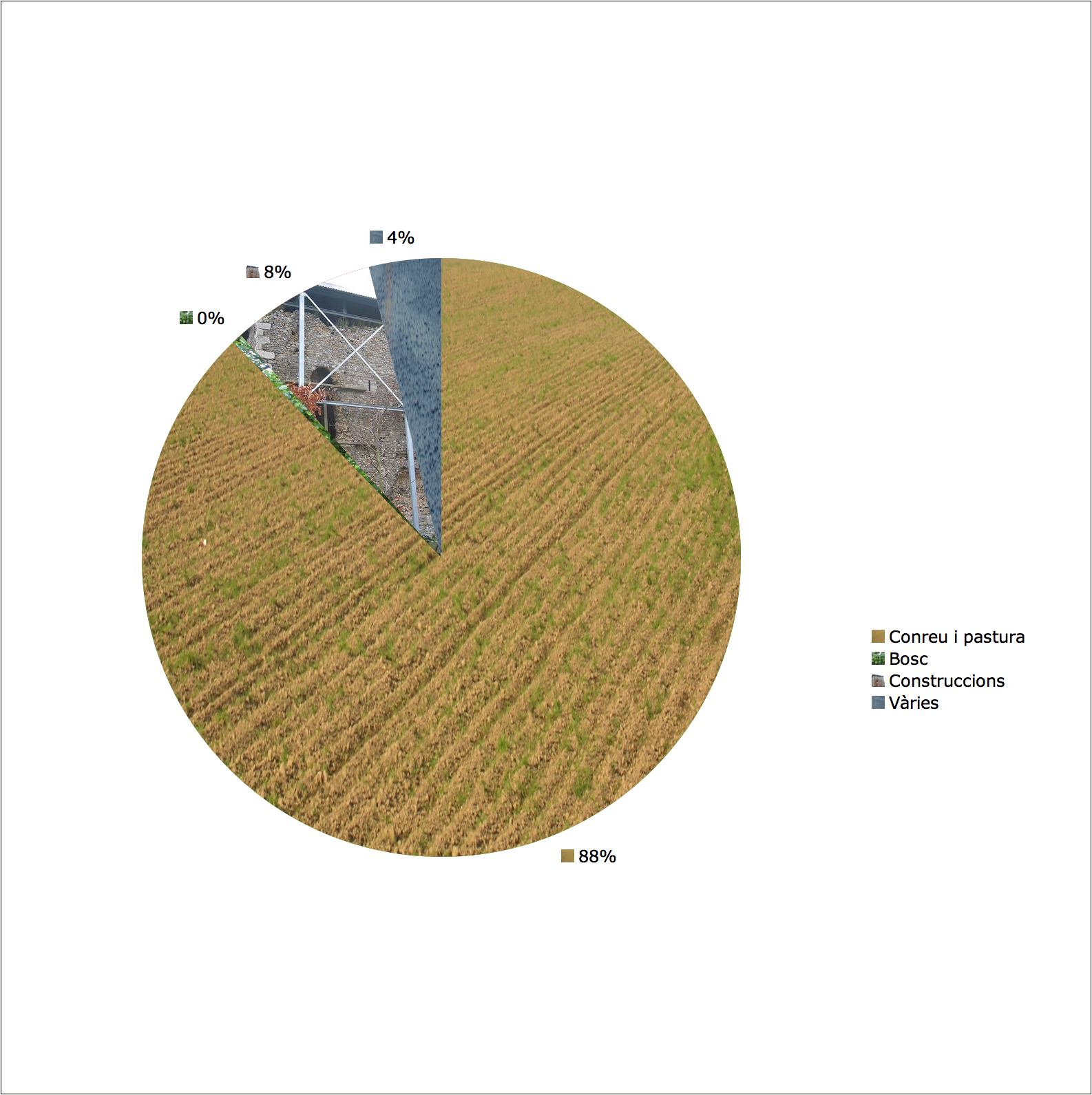
Utilització del terra

La primera activitat dels nuclis de Donceel va ser sempre l'agricultura. Encara avui, les terres de conreu ocupen gairebé el 90% de la superfície del municipi.

## Llocs d'interès
- Església de Sant Cir a Donceel
- El molí, construït el 1810 per senyor de Chestret i que va funcionar fins al 1961
- L'església de Sant Pere de Haneffe
- La capella i la comanadoria dels Templaris.
- La masia Degive del segle xviii
- La torre mestra de Limont dita la Tour du Chevalier
- El castell de Limont, del segle xvii, transformat en hotel
- Les masies en estil hesbinyó de la plaça major de Limont

## Nuclis
Donceel
- Haneffe
- Jeneffe-en-Hesbaye
- Limont.

1. ↑  «Registre de la població de Bèlgica de juliol 2009». Arxivat de l'original el 2009-10-07. [Consulta: 13 octubre 2009].
2. ↑  Ocupació de la terra a Donceel[Enllaç no actiu]